# Sao chổi lớn năm 1901
Sao chổi lớn năm 1901, đôi khi được gọi là Sao chổi Viscara, chính thức được mã hóa thành C/1901 G1 (và trong danh pháp cũ là 1901 I và 1901a), là một sao chổi trở nên sáng rực vào mùa xuân năm 1901. Nó gần như chỉ sáng ở Bán cầu nam, và được phát hiện vào sáng ngày 12 tháng 4 năm 1901 như một vật thể có thể nhìn thấy được bằng mắt thường có cường độ sáng biểu kiến là 2 với một cái đuôi ngắn. Vào ngày sao chổi này đi qua điểm cận nhật, đầu của sao chổi được báo cáo là màu vàng đậm, đuôi dài 10 độ cung. Nó được nhìn thấy lần cuối bởi mắt thường vào ngày 23 tháng 5.

## Phát hiện và quan sát
Vào lúc bình minh trước ngày 12 tháng 4 năm 1901, Viscara, người quản lý một trang trại cá nhân ở Departamento de Paysandú, Uruguay, đã phát hiện ra sao chổi này bằng mắt thường. Vào lúc bình minh ngày 23 tháng 4, sao chổi này đã được David Gill và Robert Innes quan sát ở Queenstown, Nam Phi và vào ngày 24 tháng 4 tại Đài thiên văn Hoàng gia, Mũi Hảo Vọng; khi đó đuôi sao chổi dài khoảng 10° cung. Vào ngày 24 tháng 4, sao chổi cũng được quan sát tại Mũi Leeuwin ở Tây Úc. Tại Đài thiên văn Sydney vào ngày 25 tháng 4, HC Russell đã quan sát và đo được độ dài đuôi sao chổi khoảng 2° cung.
Khi độ sáng của sao chổi đạt đến mức tối đa vào ngày 5 tháng 5, cái đuôi đã dài ra với một cái đuôi plasma yếu khoảng 45° cung và một cái đuôi bụi cong dài khoảng 15°. Vào ngày 5 tháng 5, độ sáng của sao chổi đạt đến cấp độ 1 hoặc có lẽ sáng hơn. Theo một số nhà quan sát (hạt nhân được xem bằng kính viễn vọng sau khi mặt trời mọc), độ sáng có thể đạt tới mức −1.5. Từ những quan sát bằng mắt thường vào ngày 5 tháng 5, có ít nhất hai báo cáo về các vật giống như hình quạt ở đuôi.
Sao chổi này dễ dàng nhìn thấy bằng mắt thường cho đến khoảng 20 tháng 5 và có thể nhìn thấy bằng kính thiên văn cho đến tháng 10 năm đó.

## Quỹ đạo
Với 160 quan sát trong hơn 43 ngày, Charles J. Merfield (1866–1931) đã có thể tính toán ra quỹ đạo của sao chổi này là hình parabol, nghiêng khoảng 131° so với mặt phẳng hoàng đạo. Sao chổi di chuyển theo quỹ đạo ngược lại với quỹ đạo của các hành tinh. Vào ngày 10 tháng 4, sao chổi cách sao Kim vào khoảng 0.56 AU, và vào ngày 21 tháng 4 cách sao Thủy 0.19 AU. Vào ngày 24 tháng 4, sao chổi đã tiến đến điểm cận nhật, cách Mặt Trời vào khoảng 0.245 AU. Vào ngày 30 tháng 4, sao chổi tiếp cận gần nhất với Trái Đất với khoảng cách vào khoảng.83 AU.